# Onychora hepaticaria
Onychora hepaticaria là một loài bướm đêm trong họ Geometridae.